# Бурова Віра Дмитрівна
Віра Дмитрівна Бурова — радянська господарська, державна і політична діячка, Герой Соціалістичної Праці.

## Біографія
Народилася в 1929 році в селі Тетюші. Член КПРС.
З 1941 року — на господарській, суспільній і політичній роботі. У 1941—1984 рр. — працівниця місцевого колгоспу «Іскра» села Тетюші, засуджена за приписку своїх трудоднів матері, на лісоповалі в Красновишерськом районі Молотовской області, лаборантка в районній конторі Заготзерно, різнорабочая в колгоспі «Іскра», доярка колгоспу «Іскра» Атяшевського району Мордовської АРСР, домоглася удою в 5250 кілограмів молока від кожної корови — кращого результату в Мордовській АРСР.
Указом Президії Верховної Ради СРСР від 6 вересня 1973 року присвоєно звання Героя Соціалістичної Праці з врученням ордена Леніна і золотої медалі «Серп і Молот».
Обиралася депутатом Верховної Ради РРФСР 9-го скликання.
Почесний громадянин Республіки Мордовія (1998).
Померла в Тетюшах у 2014 році.